# Ромас (приток Пончи)
Ромас (устар. Ромас-йоки) — река в России, протекает по территории Лоухского района Карелии. Впадает в озеро Каралампи, через которое, в свою очередь, протекает река Понча. Длина реки — 21 км.
В 0,7 км от устья, по правому берегу реки впадает река Куройоки.

## Данные водного реестра
По данным государственного водного реестра России относится к Баренцево-Беломорскому бассейновому округу, водохозяйственный участок реки — Ковда от истока до Кумского гидроузла, включая озёра Пяозеро, Топозеро. Речной бассейн реки — бассейны рек Кольского полуострова и Карелии, впадает в Белое море.